# Pastusze
Pastusze (ukr. Пастуше) – wieś na Ukrainie, w  rejonie czortkowskim obwodu tarnopolskiego, w hromadzie Czortków.
Przynależność administracyjna przed 1939 r.: gmina miejska Czortków, powiat czortkowski, województwo tarnopolskie.
Północną część wsi stanowi dawniej odrębna miejscowość Słobódka.